# .cam
Pour les articles homonymes, voir Cam.
.cam est un domaine de premier niveau générique crée le 16 juin 2016 et disponible au public le 14 décembre 2016.
Il a été proposé comme domaine de premier niveau par l'ICANN et est devenu accessible au grand public le 14 décembre 2016. AC Webconnecting Holding BV est le registre de noms de domaine pour l'extension de domaine et CentralNic fournit le back-end technique.
Ce domaine est « générique », il n'a aucune restriction.
En avril 2021, .cam était la 56e extension de nom de domaine la plus enregistrée parmi les domaines génériques de premier niveau sur Internet avec 54722 domaines actifs.

## Histoire
Au départ, il y avait 3 candidats: Demand Media (actuellement Leaf Group), Famous Four Media (actuellement GRS Domains) et AC Webconnecting Holding BV. Verisign ,, avait soumis une objection auprès du American Arbitration Association contre chacun des candidats pour l'extension «.cam» », au motif que les internautes confondraient la chaîne avec l'extension .com. Dans deux des trois objections soumises, le American Arbitration Association a statué en faveur du requérant, ce qui signifie que l'objection a été rejetée. Cependant, Demand Media qui a fait appel de la décision a finalement gagné,. Après un processus d'enchères, AC Webconnecting Holding B.V.est resté le seul candidat pour le nouveau gTLD.